# Kulak

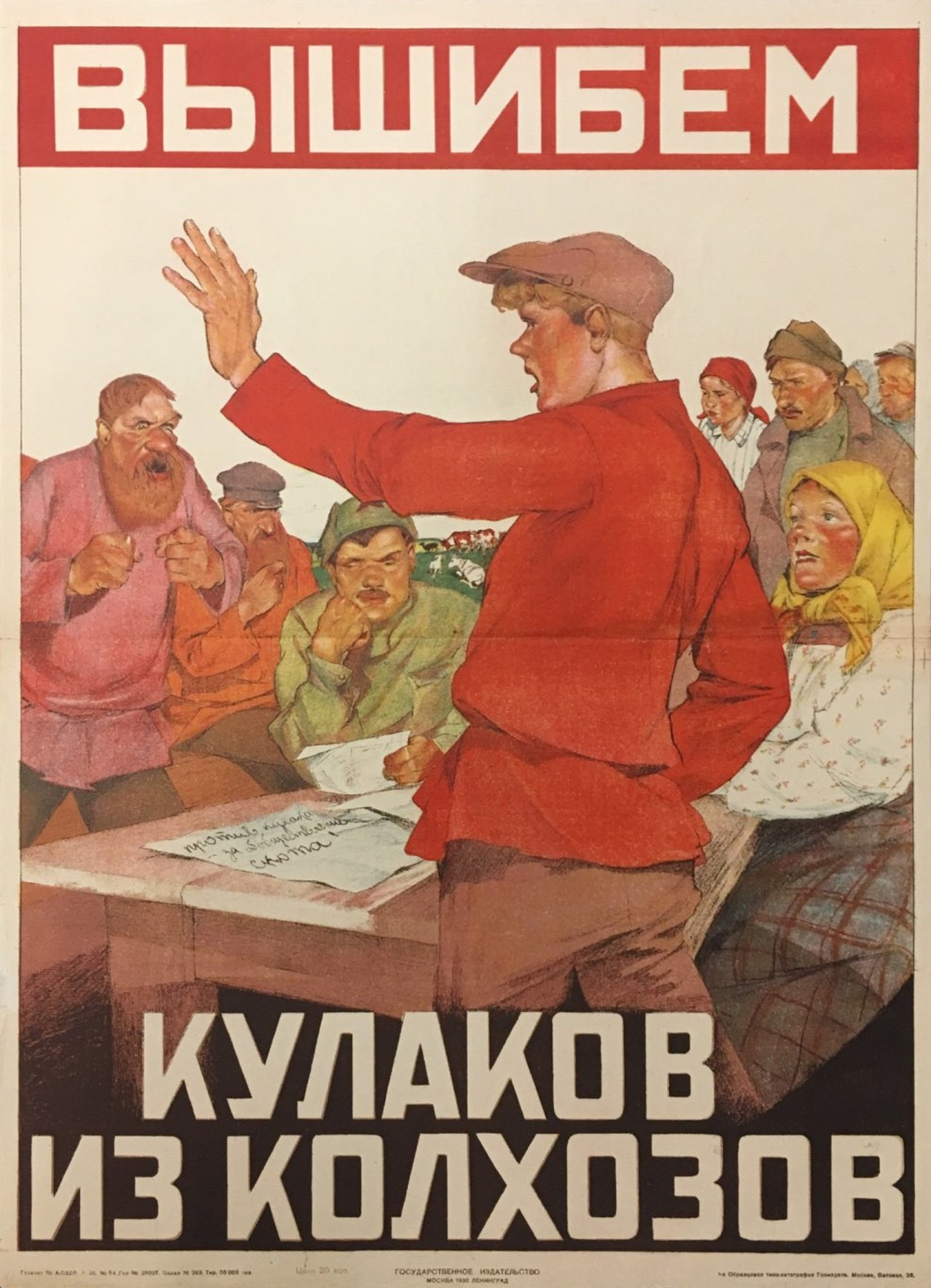
Sovětská propaganda: Vyženeme kulaky z kolchozu

Kulak (rusky кулак = pěst) je ruské označení pro střední až bohaté rolníky. Původně to byl i řídce používaný výraz pro vesnické lichváře. V Sovětském svazu se stal označením pro soukromého rolníka, ideologického nepřítele kolektivizace.
V Rusku v roce 1914 tvořili kulaci asi 15 % ruských rolníků a v období Nové ekonomické politiky jejich význam ještě vzrostl. V roce 1929 Stalin nařídil provést v rámci kolektivizace likvidaci kulaků jako třídy, tzv. rozkulačování. V praxi jim byla odebrána veškerá půda, byli likvidováni, deportováni na Sibiř a utýráni v gulazích. Odhaduje se, že takto bylo zlikvidováno přes 5 miliónů kulaků, mimo jiné i za pomoci uměle vyvolaného hladomoru. Výsledkem byl natolik rozsáhlý rozvrat a propad zemědělské výroby v SSSR, že se z něj sovětské zemědělství dlouho nevzpamatovalo.
V Československu v 50. letech bylo slovo kulak převzato a používáno českými komunisty v rámci násilné kolektivizace. Označovali tak rolníky vlastnící polnosti nad 15 ha a slovo kulak mělo jednoznačně pejorativní význam. Byl-li někdo označen kulakem, rozuměl se tím nepřátelský, zlovolný a státní zájmy poškozující sedlák. Kulak byl ekvivalent pro vesnického boháče a třídního nepřítele. Kdo se nepodřídil diktátu strany a jím předepsané kolektivizace, byl ocejchován a zbaven práv a majetku. V letech 1951–1954 bylo podle sovětského vzoru odsouzeno přes 50 tisíc soukromých zemědělců a vysídleno 3000–4000 rodin sedláků.

## Kolektivizace

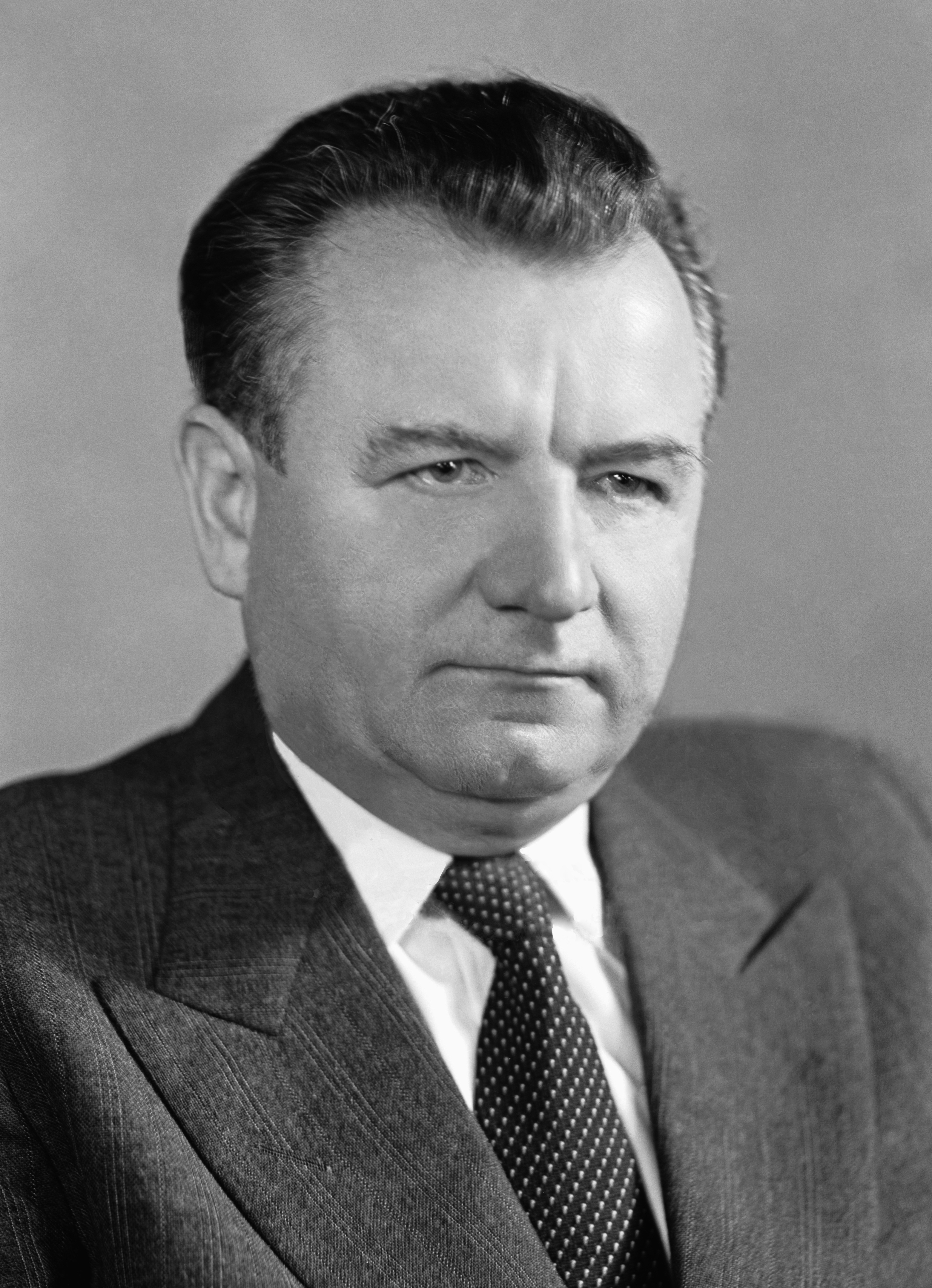
Klement Gottwald

Již v červnu 1948 dostal Klement Gottwald od sovětského vedení za úkol provést v zemědělství kolektivizaci. V únoru 1949 schválili komunističtí poslanci zákon o Jednotných zemědělských družstvech a v dubnu zahájili masivní kampaň vyzývající zemědělce k zakládání JZD. Kampaň se však nesetkala s velkým ohlasem, a proto začali rolníky ke vstupu do družstev nutit násilnými metodami. Nastalo tak násilné odebírání pozemků a majetku soukromým rolníkům po vzoru Sovětského svazu.
Vstoupit do JZD odmítali především sedláci, kteří již po dlouhé generaci vlastnili a obdělávali svou půdu. Jejich odmítání komunisté postupně zlomili jejich dehonestací, nesplnitelnými požadavky na dodávky a vězněním na základě vykonstruovaných procesů. Přes 50 tisíc soukromých zemědělců bylo odsouzeno (40 % všech odsouzených v tomto období) od srpna 1950 do března 1951.
Násilná kolektivizace trvala přes deset let a měla katastrofální dopad na životy tisíců rodin a úroveň zemědělství. Nenávratně rozvrátila společenské a hospodářské vztahy na venkově a těžce poškodila zemědělství. V druhé polovině 50. let byla zemědělská produkce hluboko pod úrovní před druhou světovou válkou.

## Dehonestace sedláků

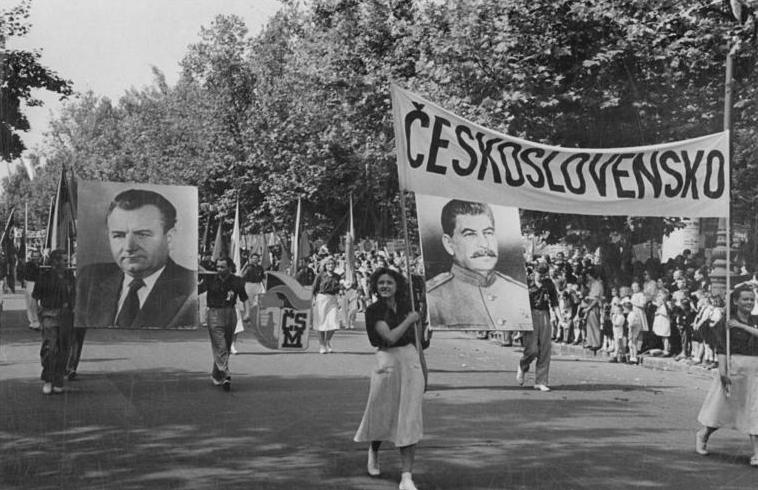
Ukázka komunistické kampaně

Od podzimu 1948 začali komunisté kampaň proti těm, kteří odmítali vstoupit do JZD. Pejorativní název kulak přejatý z ruštiny byl v Československu částečně nahrazen českým názvem vesnický boháč. Komunisté se snažili vyvolat nenávist mezi vykořisťovanými bezzemky nebo chudými rolníky proti vesnickými boháčům, kteří byli prohlášeni za třídní nepřátele. To se komunistům opravdu podařilo, neboť dehonestace sedláků se po mnoho let stala součástí politických projevů, stranických směrnic, novinových článků a soudních rozsudků.

## Nesplnitelné odvody
Likvidace kulaků probíhala postupně. Nejprve byly zemědělcům, kteří odmítali vstoupit do JZD, předepisovány tak velké odvody dávek masa a zemědělských plodin, že je nedokázali splnit. Komunisté totiž navýšili povinné dodávky z doby protektorátu o 30 %. Zemědělci pak byli za neplnění odvodů nuceni platit pokuty, obžalováni ze sabotáže, skrývání úrody a zatajování půdy. Pak následovalo zatčení, odsouzení na dlouhá léta do vězení a někdy i poprava. Rodinám byl zabaven majetek a byly vystěhovány na odlehlá místa, nejčastěji do pohraničí.
Nesplnitelné odvody se tak pro komunisty staly nástrojem pro získání majetku soukromých zemědělců. Aby tomuto záměru dali legitimitu a přesvědčili obyvatelstvo, probíhala masivní propaganda. Všude po vesnicích visely plakáty se seznamy neplničů, kteří byli obviňováni z nedostatku potravin na trhu. Nenávist a narušení vztahů mezi lidmi na vesnici narůstala.

## Akce Kulak
V listopadu 1951 komunisté spustili Akci K (kulak), která měla definitivně zlikvidovat selský stav vystěhováním rodin odsouzených sedláků z jejich vesnic. Akce K nařizovala rodinným příslušníkům vesnických boháčů, odsouzených soudem nebo národním výborem, odsun na místo nového pobytu mimo obvod obce, zpravidla do pohraničí. Museli se vystěhovat do tří dnů po vynesení rozsudku nad obžalovaným sedlákem. S sebou si mohli vzít nejnutnější majetek k zaopatření rodiny (osobní šatstvo, zásoby potravin na pár dní či nejnutnější bytové zařízení).
Akce K probíhala ve dvou vlnách v letech 1951–1954 a bylo vysídleno 3000–4000 rodin. Tato akce způsobila rozvrat venkova a vážně narušila tradiční venkovskou pospolitost.

## Převýchova
Označení zemědělců za kulaky nebo vesnické boháče nemělo následky jenom pro dospělé členy rodiny. Děti kulaků nesměly studovat. Mladší děti se tak nedostaly na školy a starší byly ze škol vylučovány. Často byly posílány do pohraničí, aby poznaly kolektivní hospodaření.
Převýchovu měly na starosti národní výbory, které zajišťovaly, aby se děti kulaků na školy nedostaly a místo toho nastoupily do kolektivního hospodářství. Měly se tak dostat ze špatného vlivu svých rodičů a stát se platnými členy socialistického státu.

## Galerie

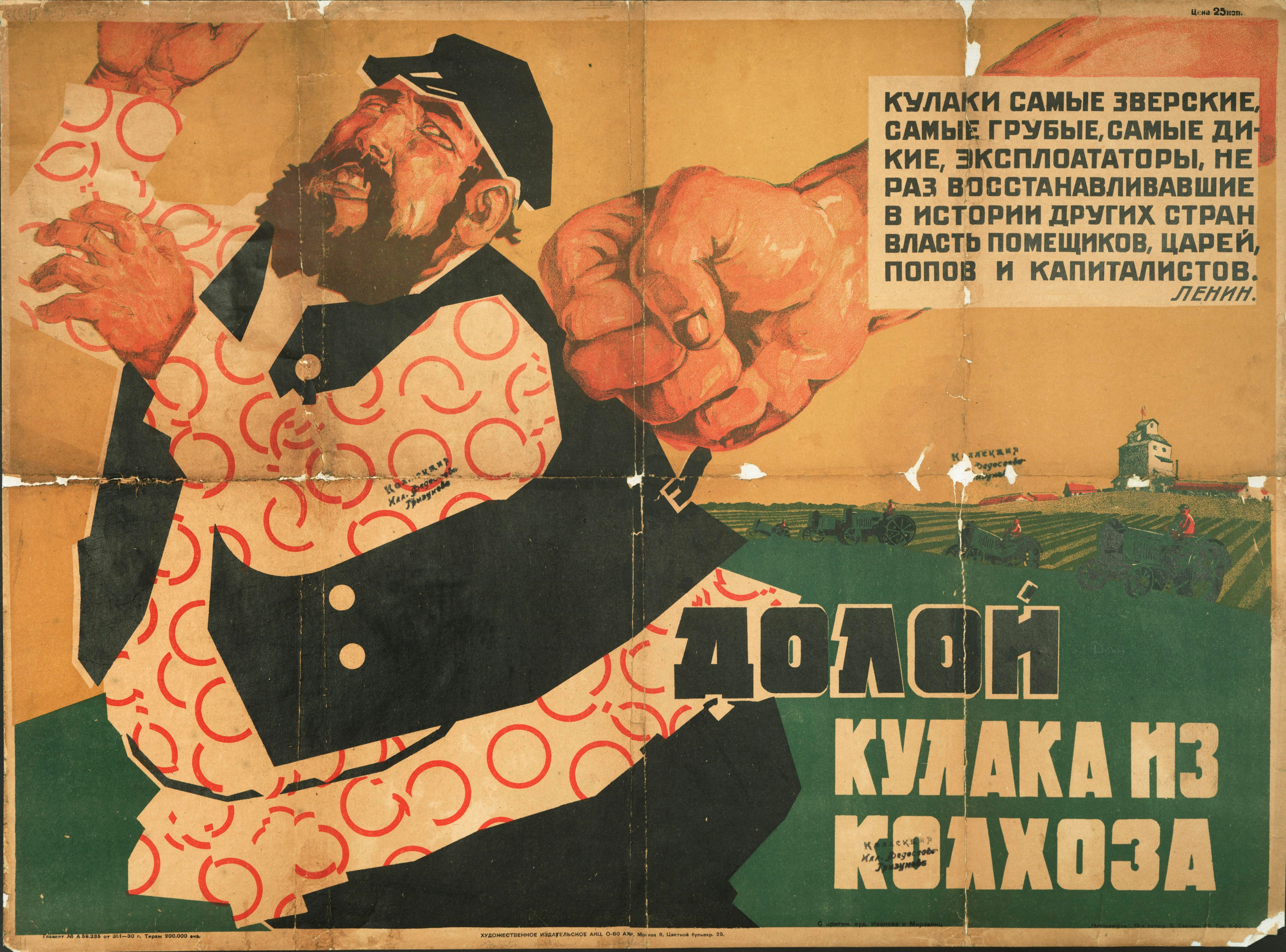
Sovětská propaganda namířená proti bohatým sedlákům
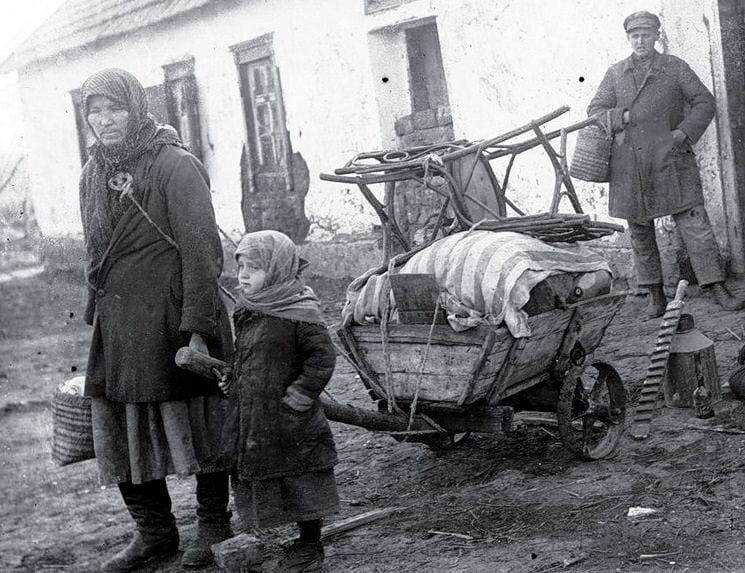
Kulacká rodina opouštějící zabavený dům v Doněcké oblasti
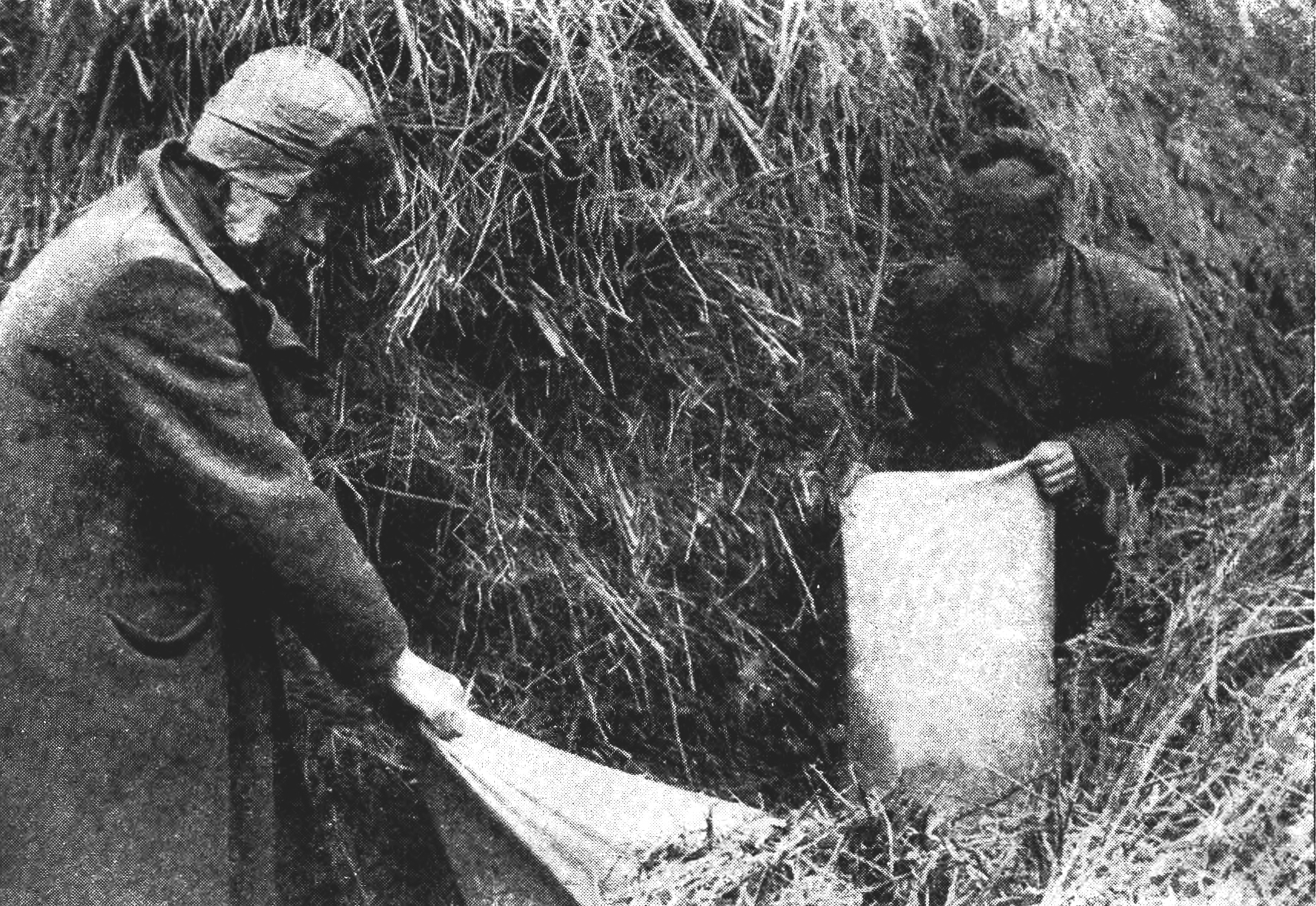
Násilné zabavování obilí, Kubáň 1933
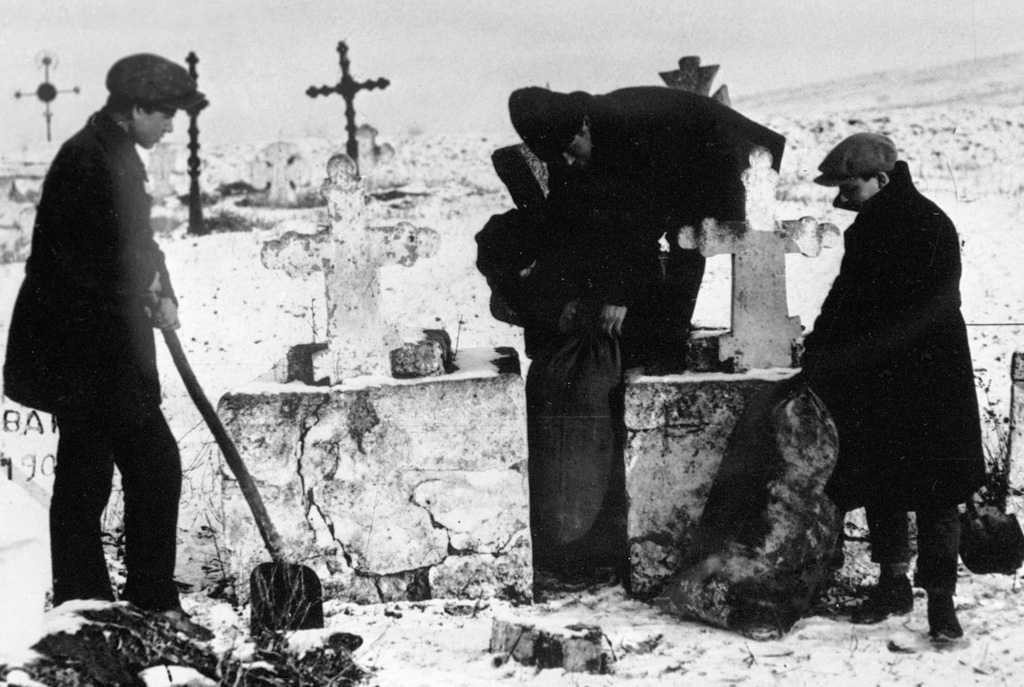
Zabavování obilí ukrytého na hřbitově, Ukrajina 1930
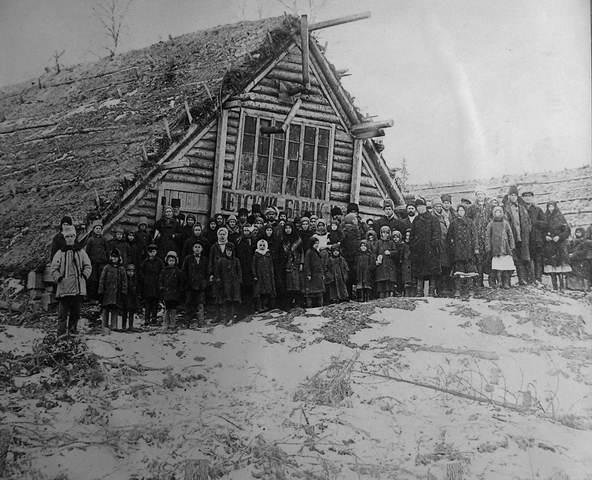
Přesídlené děti kulaků